# Zoltán Imre
Zoltán Imre (Budapest, Józsefváros, 1909. december 12. – Budapest, 2002. március 21.) orvos, nőgyógyász, egyetemi tanár, az orvostudományok kandidátusa (1952), az orvostudományok doktora (1961).

## Élete
Zoltán (Weinstein) Ármin Ernő (1871–1943) fővárosi hivatalnok és Pollák Hermin (1873–1930) gyermekeként született zsidó családban. Hatéves korában szüleivel kitért a katolikus vallásra. A Széchenyi István Reálgimnáziumban érettségizett. Tanulmányait a Pázmány Péter Tudományegyetemen folytatta, ahol 1933. szeptember 30-án avatták orvosdoktorrá. Egyetemistaként a Farkas Géza által vezetett Élettani Intézet gyakornoka volt. Miután megszerezte oklevelét, az I. számú Szülészeti és Nőgyógyászati Klinikára került gyakornoki, majd 1941-től tanársegédi állásba, amit ekkor Frigyesi József irányított. A második világháborút követően elsőként töltötte be a Magyar Kommunista Párt egyetemi szervezetének titkári tisztségét. 1946. február 16-tól a II. sz. Női Klinika adjunktusaként működött. A következő év áprilisától a klinika tanszéki ügyeit vezette Frigyesi, majd Klimkó Dezső professzor felügyelete mellett.
1950-ben a nőgyógyászati műtéttan című tárgykörből egyetemi tanári címet kapott. 1952-ben megkapta az orvostudományok kandidátusa, 1961-ben az orvostudományok doktora fokozatot. 1970-től 1979-ig másodállásban ellátta az Országos Szülészeti és Nőgyógyászati Intézet igazgatói tisztét is. 1963 és 1967 között az Általános Orvostudományi Kar dékánja, 1967 és 1973 között két ciklusban a Budapesti Orvostudományi Egyetem rektora volt. 1969-ben az ő javaslatára vette fel az egyetem a Semmelweis nevet. 1981-ben vonult nyugalomba.
1957 és 1975 között elnöke, majd örökös tiszteletbeli elnöke volt a Magyar Nőorvosok Társaságának. 1966 és 1972 között első főtitkára, 1983 és 1985 között pedig elnöke volt a Magyar Orvostársaságok és Egyesületek Szövetségének (MOTESZ). 1970-tól 1973-ig a Nemzetközi Nőorvos Szövetség elnöke volt. Több mint húsz évig vezette az Egészségügyi Tudományos Tanács Igazságügyi Bizottságát. Orvostörténelemmel is foglalkozott.
Első felesége Ölveczky Margit (1910–1984) volt, Ölveczky József és Faludi Emma lánya, akit 1938. június 29-én Budapesten, a Ferencvárosban vett nőül.
A Fiumei úti sírkertben nyugszik.

## Főbb művei
- Nőgyógyászati műtéttan (Budapest, 1949, 2. átdolgozott kiadás Ferkó Sándorral, 1967)
- Szülészet (Budapest, 1951)
- Nőgyógyászat (Budapest, 1953)
- A császármetszés a mai szülészet keretében (Budapest, 1962)
- Semmelweis élete és munkássága (Budapest, 1966, angolul: 1966)
- Szülészet (Budapest, 1978)
- Nőgyógyászat (egyetemi tankönyv, Budapest, 1975)

## Díjai, elismerései
- Kiváló Munkáért (1948)
- Magyar Népköztársaság érdemérem arany fokozata (1951)
- Kiváló orvos (1963)
- Munka Érdemrend arany fokozata (1966, 1969)
- Markhot Ferenc-emlékérem
- Weszprémi István-emlékérem (1967)
- Semmelweis Ignác-emlékérem (1976)
- Hőgyes Endre-emlékérem (1978)
- Szocialista Magyarországért érdemrend (1979)
- A Magyar Népköztársaság Zászlórendje (1984)
- MOTESZ-díj (1986)
- Magyar Köztársasági Érdemrend tisztikeresztje (1995)
- Semmelweis–Tauffer-emlékdíj (2001)
- Korányi Sándor-emlékérem